# Сельскохозяйственная академия (Дотнува)

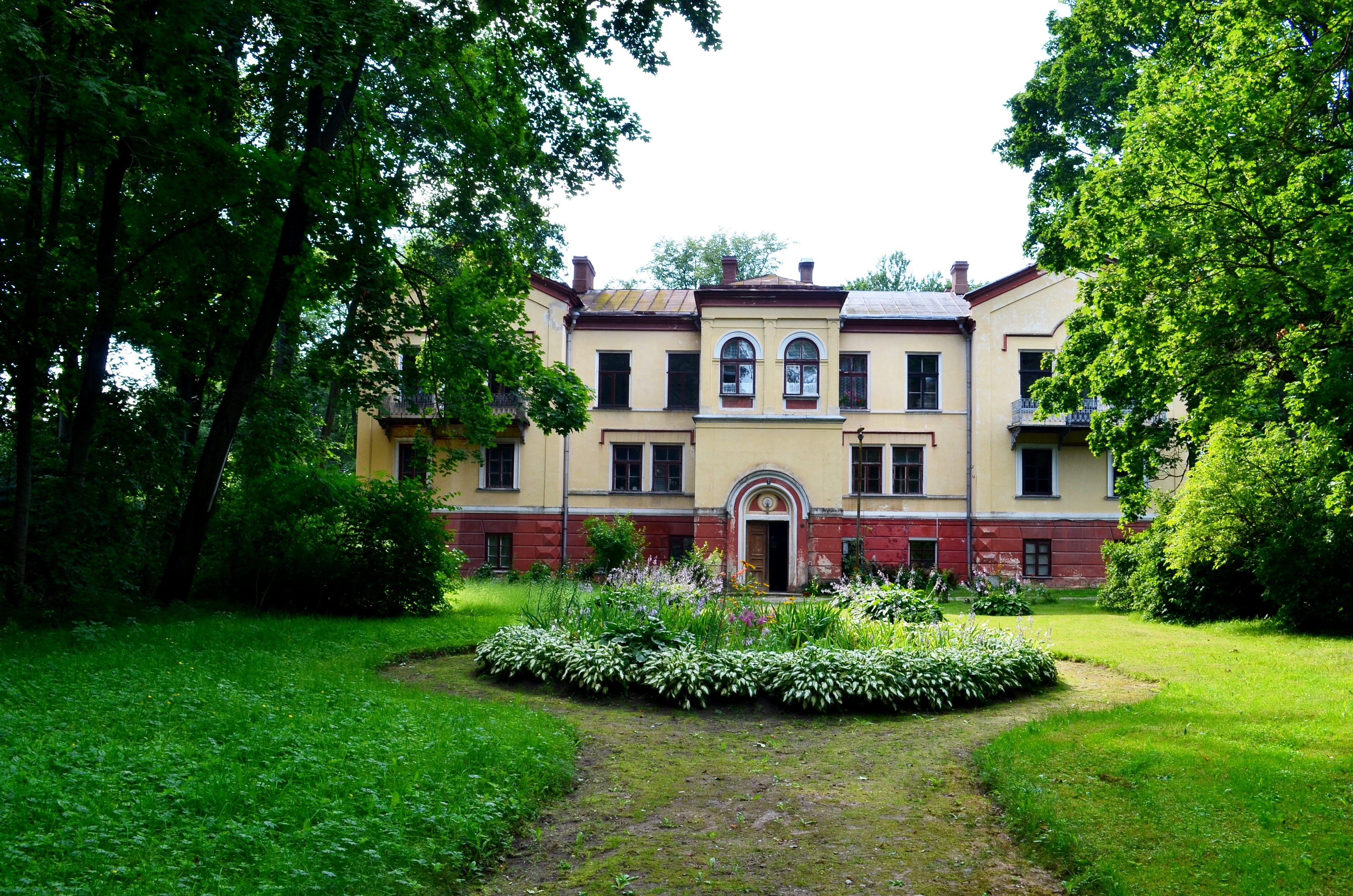
Дворец XVI века в Дотнува

Сельскохозяйственная академия (лит. Akademijos žemės ūkio institutas) — высшее сельскохозяйственное учебное заведение, находится близ Дотнува (Кедайнский район Литвы).
Академия расположена во дворце XVI века, построенном семейством Изаковских.

## История
Возникла в 1911 году на базе сельскохозяйственной школы, учреждённой по указу премьер-министра Российской империи П. А. Столыпина. В 1911—1914 годах было построено новое здание школы со студенческим общежитием и жильём для преподавателей. После обретения Литвой независимости в 1918 году школа реорганизована в школу сельского и лесного хозяйства (žemės ūkio ir miškų mokykla), а в 1922 году — в сельскохозяйственный техникум (žemės ūkio technikumas). Здесь была основана первая в Литве селекционная станция. В 1923 в дополнение к селекционной станции, организованы участки для полевых испытаний.
В 1924 на базе сельскохозяйственного техникума в г. Дотнува была организована и функционировала до 1946 года Литовская сельскохозяйственная академия (ныне Академия сельского хозяйства университета Витовта Великого в Норейкишкесе близ Каунаса). В 1927—1939 годах — действовала станция защиты растений, в 1938—1940 годах — участок экспериментального садоводства. В 1944 году немцы взорвали здания академии. В 1946 году академия была переведена в Каунас.

## Динамика обучающихся
- 1923—715
- 1959—841
- 1979—1112
- 1989—988
- 2001—873
- 2011—752